# Округ Кенеди (Тексас)
Округ Кенеди (енгл. Kenedy County) је округ у америчкој савезној држави Тексас. По попису из 2010. године број становника је 416.

## Демографија
Према попису становништва из 2010. у округу је живело 416 становника, што је 2 (0,5%) становника више него 2000. године.
| Група             | 2000.       | 2010.       |
| Белци             | 84 (20,3%)  | 86 (20,7%)  |
| Афроамериканци    | 3 (0,7%)    | 5 (1,2%)    |
| Азијати           | 2 (0,5%)    | 1 (0,2%)    |
| Хиспаноамериканци | 327 (79,0%) | 319 (76,7%) |
| Укупно            | 414         | 416         |